# Wüsten-Todesotter
Die Wüsten-Todesotter (Acanthophis pyrrhus) ist eine Schlangenart aus der Familie der Giftnattern (Elapidae) und zählt zur Gattung der Todesottern (Acanthophis).

## Merkmale
Acanthophis pyrrhus gilt als kleinste Art ihrer Gattung. Sie erreicht eine Gesamtlänge zwischen 40 und 50 cm, maximal 76 cm. Der Kopf ist breit und deutlich vom Hals abgesetzt. Das Auge besitzt eine bei Lichteinfall vertikal geschlitzte Pupille. Der Rumpf ist stämmig. Der Schwanz ist stachelartig verjüngt. Die Art weist eine ziegelrote Grundfärbung sowie 50 bis 70 gelbliche Querbinden entlang des Körpers auf. Die Schuppen von Rücken und Flanken sind oftmals dunkel gerandet. Die Ventralschuppen sind porzellanfarben. Der Giftapparat besteht aus seitlich des Schädels befindlichen Giftdrüsen (spezialisierte Speicheldrüsen) und im vorderen Oberkiefer befindlichen, feststehenden Fangzähnen (proteroglyphe Zahnstellung).

### Pholidose
Die Pholidose (Beschuppung) zeigt folgende Merkmale:
- gekielte Kopfschilde,[1]
- 19 bis 21 Reihen stark gekielter Rumpfschuppen (Scuta dorsalia),
- 126 bis 160 Bauchschilde (Scuta ventralia),
- 42 bis 63 Unterschwanzschilde (Scuta subcaudalia) und
- 1 ungeteiltes Analschild (Scutum anale).

## Verbreitung
Das Verbreitungsgebiet umfasst innerhalb Australiens Areale in den Bundesstaaten Northern Territory, Queensland, South Australia und Western Australia. Der Schwerpunkt des Verbreitungsgebietes erstreckt sich über Zentral- und Westaustralien. Die besiedelten Biotope sind überwiegend arid und zeichnen sich durch Grasbestände, Felslandschaften sowie sandige oder steinige Ebenen aus.

## Lebensweise
Acanthophis pyrrhus führt eine weitestgehend nachtaktive Lebensweise und hält sich tagsüber eingegraben im Boden, unter Vegetation, in unterirdischen Tierbauten oder ähnlichen Verstecken auf. Ferner wurde die Art auch kletternd in niedrigem Buschwerk beobachtet. Bei Bedrohung wird der Körper abgeflacht, wodurch die gelblichen Querbinden deutlich hervortreten. Zum Beutespektrum zählen in erster Linie Agamen und Skinke. Gelegentlich werden auch Kleinsäuger und Vögel erbeutet. Als Ansitzjäger wartet sie dabei auf vorbeiziehende Beute. Die wurmartig verjüngte Schwanzspitze wird zumeist in der Nähe des Kopfes aus dem Substrat hervorgestreckt. Durch eine helle Färbung und zuckende Bewegungen wird etwa ein Wurm imitiert, um Beutetiere anzulocken. Diese werden bei ausreichender Annäherung durch einen schnellen Biss der Schlange gepackt.
Die Fortpflanzung von Acanthophis pyrrhus erfolgt durch Ovoviviparie, also ei-lebendgebärend. Ein Wurf umfasst bis zu 13 Jungschlangen. Diese messen bei der Geburt circa 16 mm.

## Schlangengift
Das Giftsekret von Acanthophis pyrrhus enthält in erster Linie präsynaptische und postsynaptische Neurotoxine. Weiterhin sind vermutlich Substanzen mit einer gerinnungshemmenden Wirkung vorhanden. In 40 bis 60 % der Bissunfälle tritt eine Vergiftung auf. Ohne adäquate und rasche medizinische Versorgung liegt die Letalität zwischen 50 und 60 %. Neben unspezifischen Allgemeinsymptomen (z. B. Kopfschmerz, Schwindel, Übelkeit, Erbrechen) und leichten Schmerzen an der Bissstelle stehen neurotoxische Symptome im Vordergrund. Lähmungserscheinungen können sich anfangs durch eine Ptosis bemerkbar machen und schließlich zu einer Paralyse führen. Der Tod kann durch periphere Atemlähmung eintreten. Die wichtigste Maßnahme nach erfolgter Intoxikation durch Giftbiss ist die Applikation eines geeigneten Antivenins (z. B. 'Death Adder Antivenom' oder 'Polyvalent Snake Antivenom (Australia - New Guinea)' des Herstellers CSL Limited) im Rahmen einer intensivmedizinischen Betreuung.

## Synonyme
Für Acanthophis pyrrhus sind folgende Synonyme nennenswert:
- Acanthophis antarcticus pyrrhus
- Aggressiserpens pyrrhus Wells 2002
- Acanthophis pyrrhus armstrongi Wells & Wellington 1985
- Aggressiserpens armstrongi Wells 2002